# Struga
För andra betydelser, se Struga (olika betydelser).
Struga (makedonska: Струга [ˈstruɡa] lyssna (fil), albanska: Struga eller Strugë) är en stad i kommunen Struga i sydvästra Nordmakedonien. Staden ligger vid Ohridsjöns strand. Struga hade 15 009 invånare vid folkräkningen år 2021.
Genom Struga flyter floden Svarta Drin i nordvästlig riktning. Floden har sina källor på södra sidan om sjön och dess vatten sägs rinna oblandat genom Ohridsjön. Staden är huvudort i kommunen Struga.
Av invånarna i Struga är 48,46 % makedonier, 36,46 % albaner, 6,02 % turkar, 3,20 % valaker och 1,05 % romer (2021).